# Miguel Villalta
Pour les articles homonymes, voir Villalta.
Miguel Ángel Villalta Hurtado, né à Cuzco au Pérou le 16 juin 1981, est un footballeur péruvien qui jouait au poste de défenseur central.

## Biographie

### Carrière en club
Formé au Cienciano del Cusco, Miguel Villalta y fait ses débuts professionnels en 1999. Mais c'est au Sporting Cristal qu'il passe l'essentiel de sa carrière (entre 2001 et 2005, puis de 2007 à 2010). Il y a l'occasion de remporter deux championnats du Pérou en 2002 et 2005.
Au niveau international, il dispute 33 matchs de Copa Libertadores (27 avec le Sporting Cristal et 6 avec le Cienciano) pour un but marqué.
Il met fin à sa carrière en 2014 à l'Atlético Minero. 

### Carrière en équipe nationale
International péruvien, Miguel Villalta compte 28 sélections (pour deux buts marqués) entre 2003 et 2008. Il joue notamment la Copa América 2007 au Venezuela où il marque le premier but de la victoire 3-0 sur l'Uruguay lors de la phase de groupes.

## Palmarès
Sporting Cristal
- Championnat du Pérou (2) :
  - Champion : 2002 et 2005.